# ディーン・オースティン
ディーン・バリー・オースティン（Dean Barry Austin, 1970年4月26日 - ）は、イングランド・ヘメル・ヘムステッド出身の元サッカー選手。ポジションはDF。

## 経歴

### 現役時代
セント・オールバンズ・シティFCでシニアキャリアをスタートさせた後、1990年にサウスエンド・ユナイテッドFCへ移籍し、プロリーグデビュー。1990-91シーズンにクラブ史上初の2部リーグ昇格に貢献した。サウスエンドでは公式戦109試合に出場し、3得点を記録した。
1992年にテリー・ヴェナブルズが率いる、プレミアリーグのトッテナム・ホットスパーFCへ37万5000ポンドの移籍金で加入した。トッテナムでは度重なる怪我に苦しみ、チームでのキャリア終盤には長期離脱も経験。トッテナムでは通算154試合に出場した。
1998年にヴェナブルズ率いるクリスタル・パレスFCに移籍。パレスでもキャリアの終盤に怪我に苦しんだが、142試合に出場した。

### 監督時代
2007-08シーズンにサウスエンド・ユナイテッドFCのアシスタントコーチに就任した後、2008年からワトフォードFCでブレンダン・ロジャースの下でアシスタントコーチを務めた。
2017年からはノーサンプトン・タウンFCにてジミー・フロイド・ハッセルバインクの下でアシスタントコーチに就任。その後ハッセルバインクが解任されると暫定監督に就任。2018-19シーズンからは正式にノーサンプトンの監督に就任した。しかし1勝しか出来ず、シーズン途中に解任された。
2019年にワトフォードに復帰。キケ・サンチェス・フローレスの下でアシスタントコーチに就任した。